# Mai come ieri
Mai come ieri è il terzo album da solista di Mario Venuti, pubblicato nel 1998.

## Il disco
Il disco si presenta come un duplice lavoro. Si apre con 5 inediti, tra i quali l'omonimo brano d'apertura Mai come ieri cantato insieme a Carmen Consoli che lo porterà all'attenzione del grande pubblico, riscuotendo un notevole successo. Il secondo singolo estratto dall'album sarà Sto per fare un sogno.
La seconda parte del disco contiene una selezione dei brani più noti dello stesso Venuti, riproposti con nuovi arrangiamenti, esclusivamente in acustico. Questa particolare fotografia della sua carriera di musicista, nata alla luce delle influenze sudamericane, contiene brani dei Denovo (Un fuoco, Sant'Andrea, Se tengo il passo, Niente insetti su Wilma, Ma cos'è che mi fa volare?) ed alcuni estratti dai recenti album da solista, tra cui spiccano le intense Fortuna e Racconto d'estate ma anche una appassionata Niña morena.
L'esibizione in acustico è stata registrata al Piccolo Teatro di Catania nei giorni 2 e 3 aprile 1998; l'artista ha preferito non inserire l'applauso del pubblico perché "...suonava troppo auto-celebrativo".

## Ospiti e duetti
Della band che ha accompagnato Mario Venuti nella performance live fa parte anche l'amico Toni Carbone (qui al basso acustico), bassista nei Denovo.
Luca Madonia, anima e coautore dei Denovo, compare nel coro del brano Sto per fare un sogno.
Nello stesso brano, così come nel precedente Mai come ieri, l'accompagnamento di chitarra elettrica è firmato da Massimo Roccaforte, chitarrista nella band di Carmen Consoli.
Alla batteria figura Aldo Franco, mentre alle percussioni Gionata Colaprisca.

## Tracce
1. Mai Come Ieri (con Carmen Consoli)
2. Sto Per Fare Un Sogno
3. È Già Domani
4. Il Più Bravo Del Reame
5. Adesso Con Chi Stai?
6. Un Fuoco
7. Sant'Andrea
8. Niña Morena
9. Se Tengo Il Passo
10. Il Libro Della Terra
11. Niente Insetti Su Wilma
12. Racconto D'Estate
13. Ma Cos'è Che Mi Fa Volare?
14. Fortuna

## Formazione
- Mario Venuti - voce, chitarra acustica, chitarra classica, chitarra elettrica, cori
- Carmen Consoli - voce
- Tony Carbone - basso
- Gionata Colaprisca - percussioni
- Aldo Franco - batteria
- Tony Canto - chitarra elettrica, chitarra acustica, slide guitar, armonica a bocca
- Enzo Di Vita - batteria
- Salvo Cantone - basso
- Massimo Roccaforte - chitarra elettrica
- Roberto Terranova - programmazione, batteria elettronica
- Adriano Murania - violino
- Alfredo Borzi - violoncello
- Luca Madonia - cori